# Districte de Saint-Germain-en-Laye
El Districte de Saint-Germain-en-Laye és un dels quatre districtes amb què es divideix el departament francès d'Yvelines, a la regió d'Illa de França. Té 10 cantons i 45 municipis i el cap del districte és la sostprefectura de Saint-Germain-en-Laye.

## Composició

### Cantons
- Aubergenville (en part)
- Chatou
- Le Chesnay (en part)
- Conflans-Sainte-Honorine
- Houilles
- Poissy
- Saint-Cyr-l'École (en part)
- Saint-Germain-en-Laye
- Sartrouville
- Verneuil-sur-Seine (en part)

### Municipis
Els municipis del districte de Saint-Germain-en-Laye, i el seu codi INSEE, son:
1. Achères (78005)
2. Aigremont (78007)
3. Les Alluets-le-Roi (78010)
4. Andelu (78013)
5. Andrésy (78015)
6. Bazemont (78049)
7. Carrières-sous-Poissy (78123)
8. Carrières-sur-Seine (78124)
9. Chambourcy (78133)
10. Chanteloup-les-Vignes (78138)
11. Chatou (78146)
12. Chavenay (78152)
13. Conflans-Sainte-Honorine (78172)
14. Crespières (78189)
15. Croissy-sur-Seine (78190)
16. Davron (78196)
17. L'Étang-la-Ville (78224)
18. Feucherolles (78233)
19. Fourqueux (78251)
20. Herbeville (78305)
21. Houilles (78311)
22. Louveciennes (78350)
23. Maisons-Laffitte (78358)
24. Mareil-Marly (78367)
25. Mareil-sur-Mauldre (78368)
26. Marly-le-Roi (78372)
27. Maule (78380)
28. Maurecourt (78382)
29. Médan (78384)
30. Le Mesnil-le-Roi (78396)
31. Montainville (78415)
32. Montesson (78418)
33. Morainvilliers (78431)
34. Orgeval (78466)
35. Le Pecq (78481)
36. Poissy (78498)
37. Le Port-Marly (78502)
38. Saint-Germain-en-Laye (78551)
39. Saint-Nom-la-Bretèche (78571)
40. Sartrouville (78586)
41. Triel-sur-Seine (78624)
42. Verneuil-sur-Seine (78642)
43. Vernouillet (78643)
44. Le Vésinet (78650)
45. Villennes-sur-Seine (78672)